# Alvis TA 21
Der Alvis TA 21 (alternativ: Alvis Three Litre) ist ein Oberklassefahrzeug des ehemaligen britischen Automobilherstellers Alvis Cars, das von 1950 bis 1953 als Limousine und als Cabriolet gebaut wurde und den seit 1946 produzierten TA 14 ersetzte. Von seinem Vorgänger unterscheidet sich der TA 21 vor allem durch einen größeren und leistungsstärkeren Motor. Diese Konstruktion findet sich in unterschiedlichen Leistungsstufen auch in allen späteren Alvis-Modellen bis zum TF 21 von 1967, die deshalb mit dem TA 21 als Three-Litre-Familie (alternativ: T-Series 21) zusammengefasst werden. Ein Schwestermodell des TA 21 ist der TB 21 mit vergleichbarer Technik, aber eigenständiger Roadster-Karosserie.

## Entstehungsgeschichte
Das 1919 gegründete Unternehmen Alvis etablierte sich in den Zwischenkriegsjahren schnell als erfolgreicher Hersteller von Oberklassefahrzeugen, die sportliche Fahrleistungen boten und von hoher handwerklicher Qualität waren. Die Werksanlagen wurden während des Zweiten Weltkriegs vollständig zerstört. Ungeachtet dessen nahm Alvis 1946 die Automobilproduktion in zunächst improvisiertem Umfeld wieder auf. Im Programm stand in den ersten Jahren der Alvis TA 14, der weitgehend mit dem 1937 vorgestellten 12/70 übereinstimmte – eine Quelle spricht von „kaum modifizierter Vorkriegsware“ –  und im Werk als bloßes Interimsmodell angesehen wurde.
In den späten 1940er-Jahren entwickelte Alvis einen Nachfolger für den TA 14, der die interne Bezeichnung TA 21 erhielt. In der Entwicklungsphase ließ Alvis drei Prototypen mit jeweils gänzlich eigenständigen Karosserien bauen, einen davon als Woodie (3L2), der wahrscheinlich bei Harold Radford Coachbuilders entstand, und einen weiteren mit einem Aufbau, der an den des Sunbeam-Talbot 90 angelehnt war (3L1).
Der Alvis TA 21 wurde auf dem Genfer Autosalon öffentlich vorgestellt, danach begann die Serienproduktion. Das neue Auto wurde im Marketing vielfach als Alvis Three Litre bezeichnet. 1953 ersetzte der TC 21 den TA 21.

## Modellbeschreibung
Der Alvis TA 21 ist eine Weiterentwicklung des TA 14. Verantwortlicher Ingenieur war W.M. Dunn.

### Chassis und Fahrwerk
Der Alvis TA 21 hat einen neu konstruierten Leiterrahmen, der sich nach vorn V-förmig verjüngt. Er besteht aus viereckigen Stahlrohren, die miteinander verschweißt sind. Der Radstand ist mit 2832 mm etwa 90 mm länger als der des TA 14, außerdem ist der Rahmen geringfügig breiter. Das Chassis des TA 21 behielt Alvis bis zum TF 21, dem letzten Modell der Marke, nahezu unverändert bei.
Die Vorderradaufhängung wurde ebenfalls neu konstruiert. Während der alte TA 14 vorn eine Starrachse hat, ist es beim TA 21 eine Doppelquerlenkerachse mit Schraubenfedern und Teleskopdämpfern von Girling.

### Antriebstechnik
Der Alvis TA 21 wird von einem Reihensechszylinder-Ottomotor angetrieben, der den bisherigen, 2,0 Liter großen Reihenvierzylindermotor aus dem TA 14 ersetzte. Er ist eine vollständige Neukonstruktion, die sich keine Komponenten mit einem früheren Alvis-Motor teilt.
Der Hubraum des Sechszylinders beträgt 2993 cm³ (Bohrung × Hub: 84 × 90 mm). Der Motor hat eine unten liegende Nockenwelle und zwei hängende Ventile pro Zylinder. Er ist mit einem einzelnen Solex-Vergaser ausgestattet und leistet 83 bhp (61 kW), die bei 4000/min anfallen.

### Serienkarosserien
Alvis stellte die Karosserien seiner Autos nicht selbst her. Die werksseitig angebotenen Aufbauten entstanden vielmehr bei unabhängigen Karosseriebauunternehmen und wurden zugeliefert. Das änderte sich auch beim TA 21 nicht. Anders als die früheren Alvis-Modelle war der TA 21 allerdings nicht mehr frei als fahrbereites Chassis ohne Karosserie (Chassis-only) erhältlich. Damit hatten die Kunden keine Möglichkeit mehr, ihre Alvis-Chassis bei unabhängigen Karosserieherstellern mit individuellen Aufbauten ausrüsten zu lassen. Davon hatten beim TA 14 nahezu 30 Prozent aller Kunden Gebrauch gemacht. (Anm. 1) Der TA 21 war ausschließlich als viertüriger Saloon und als zweitüriges Drophead Coupé mit standardisierten Karosserien erhältlich; die einzige Ausnahme, die Alvis ausdrücklich unterstützte, waren individuelle Aufbauten des Schweizer Karosserieherstellers Graber.

#### Saloon

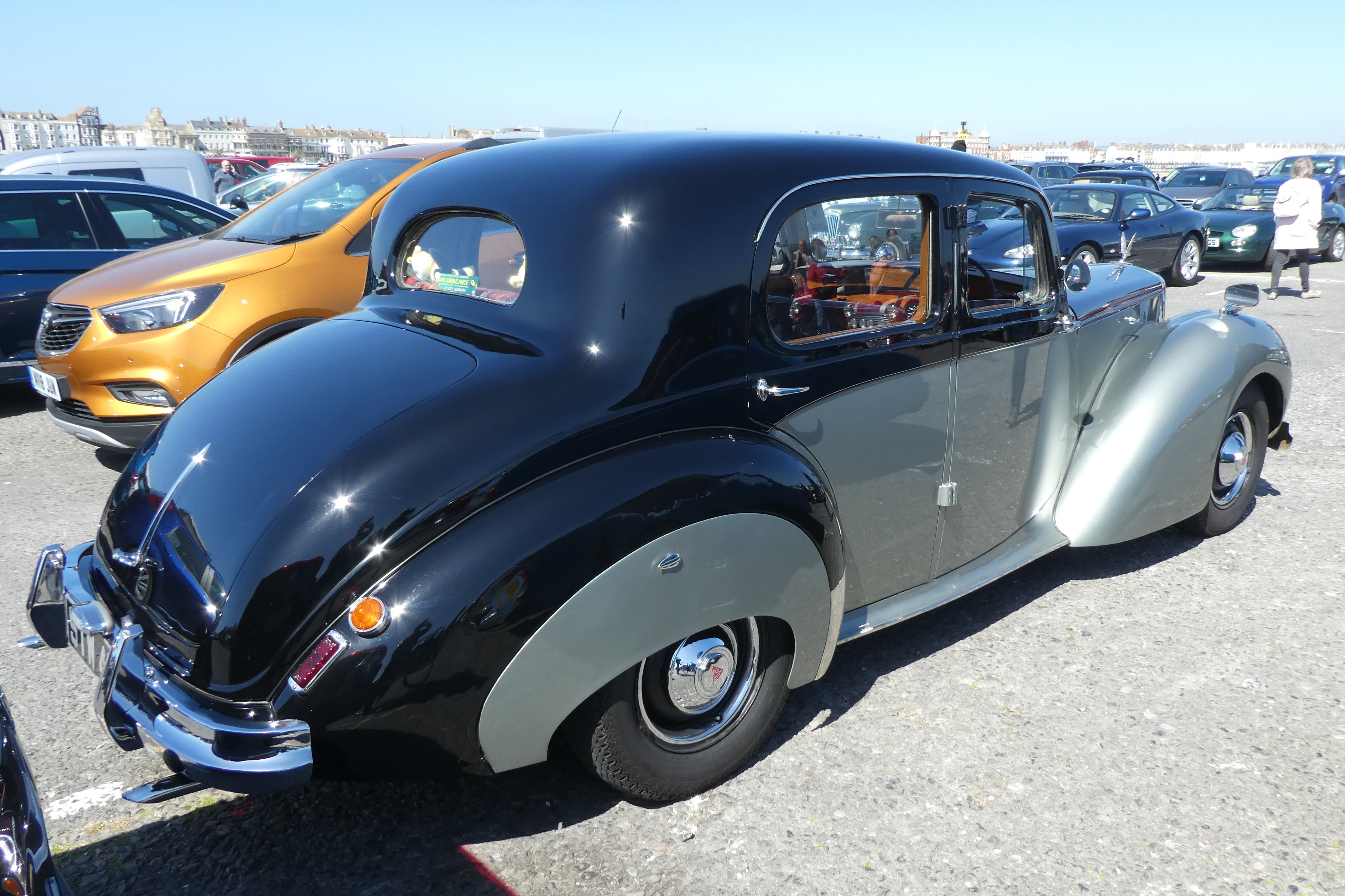
Alvis TA 21 Saloon

Unter der Bezeichnung Saloon hatte Alvis eine viertürige Limousine auf TA-21-Basis im Programm, deren Karosserie bei Mulliners of Birmingham produziert wurde. Erste Vorserienfahrzeuge hatten noch Karosserien von Charlesworth erhalten, und die anfänglichen Überlegungen gingen dahin, auch die Serienkarosserien dort bauen zu lassen. Charlesworth geriet aber 1950 in die Insolvenz und fiel deshalb als Karosserielieferant für Alvis aus. Mulliners konnte kurzfristig einspringen, musste den Karosserieentwurf aber in Details ändern.
Der Aufbau besteht aus Stahlblechen, die an einem Holzgerüst befestigt sind. Stilistisch stimmt der Aufbau des TA 21 weitgehend mit der Saloon-Karosserie des TA 14 überein, die ebenfalls von Mulliner produziert worden war. Kennzeichnende Merkmale des als konservativ empfundenen Entwurfs sind frei stehende, geschwungene Kotflügel vorn, seitliche Trittbretter und Vordertüren, die an der B-Säule angeschlagen sind. Die hinteren Radausschnitte sind zum Teil abgedeckt. Im Gegensatz zum TA 14 Saloon sind die vorderen Scheinwerfer nicht mehr freistehend, sondern in eine Metallverkleidung zwischen Kotflügeln und Kühlermaske eingebunden. Nahezu alle Saloons haben eine glattflächige Windschutzscheibe. Lediglich ein Fahrzeug erhielt eine in der Mitte senkrecht geteilte Windschutzscheibe mit stärker geneigter A-Säule, und beim letzten fertiggestellten Auto war die Windschutzscheibe leicht gewölbt.

#### Drophead Coupé

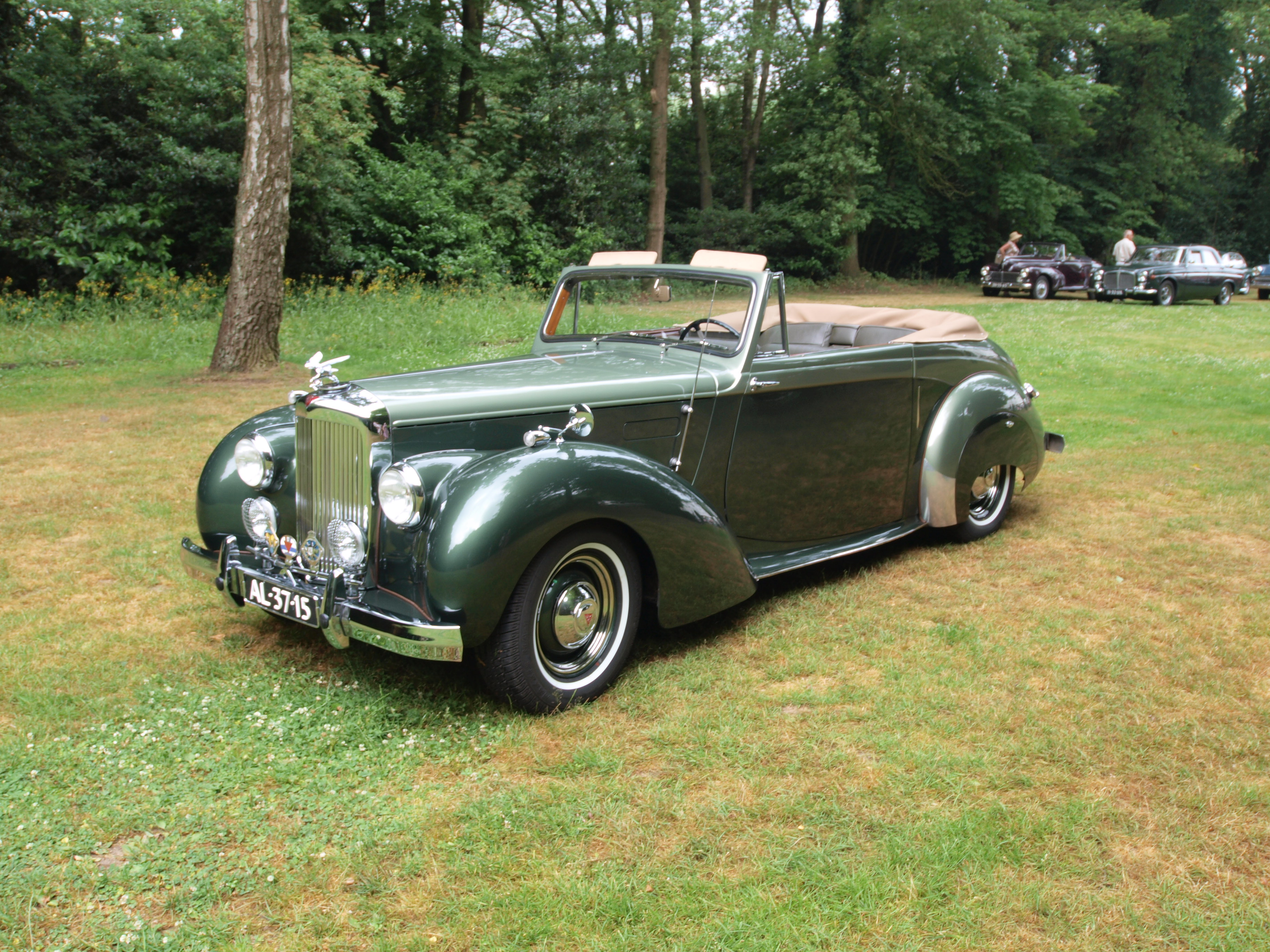
Alvis TA 21 Drophead Coupé

Die offene Werkskarosserie des TA 21 bezog Alvis ausschließlich von Tickford aus Newport Pagnell. Dessen Konkurrent Carbodies in Coventry, der den größten Teil der Serien-Cabriolets für den TA 14 hergestellt hatte, wurde für das neue Modell nicht mehr beauftragt, weil Tickfords Konstruktionen als hochwertiger galten.
Die Fahrgastzelle des TA 21 Drophead Saloon entspricht einem Entwurf, den Tickford während des Zweiten Weltkriegs für ein Humber-Chassis gestaltet hatte. Viele Anbauteile für den TA 21, insbesondere die Frontpartie und die Kotflügel, wurden so gestaltet, dass sie mit den Komponenten des TA 21 Saloon übereinstimmten und austauschbar waren.
Drei Cabriolets verließen das Werk ohne den Dachmechanismus. Sie erhielten bei unabhängigen Karosserieherstellern eigenständige Dachkonstruktionen. Eines dieser Autos wurde mit einem fest verschweißten Hardtop versehen.

## Besondere Varianten

### Karosserien von Graber

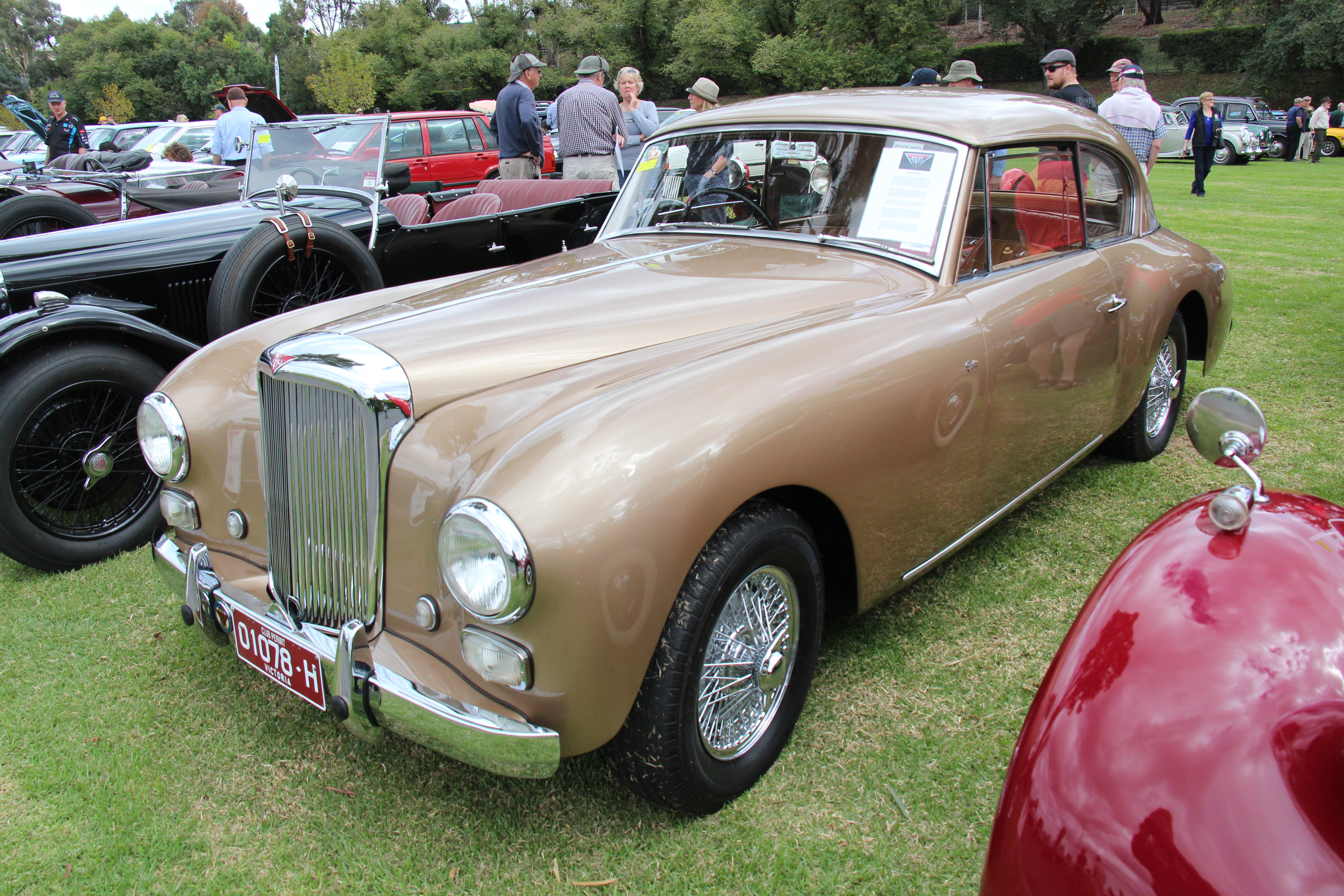
Alvis TA21G mit Graber-Karosserie

Insgesamt neun Fahrgestelle ohne Aufbau lieferte Alvis an den Schweizer Carrossier Graber, der sie mit eigenständigen, untereinander in Details uneinheitlichen Karosserien versah. Acht Fahrzeuge wurden als Cabriolets eingekleidet, eines als zweitüriges, viersitziges Coupé. Das Coupé hat eine dreiteilige hintere Panoramascheibe. Alle Graber-Aufbauten haben im Gegensatz zu den Serienfahrzeugen Karosserien im Pontonstil. Im 21. Jahrhundert existieren noch drei TA 21 mit Graber-Karosserien.

### Sonstige Individualkarosserien
Die niederländische Carrosseriefabriek Pennock, die 1948 ein viersitziges Cabriolet auf TA-14-Basis als Einzelstück hergestellt hatte, kündigte 1950 ein Cabriolet auf dem TA-21-Chassis an. Hierzu wurde eine Broschüre mit einer Zeichnung des kommenden Autos veröffentlicht. Ob das Pennock-Cabriolet verwirklicht wurde, ist ungeklärt. Der Alvis Owners Club hält das für möglich und verweist auf einzelne Chassis, deren Verwendung bislang nicht nachvollzogen werden konnte. Allerdings existieren keine Fotografien, die ein Pennock-Cabriolet auf TA-21-Basis zeigen.
Abgesehen davon ließen einzelne Käufer ihre zunächst serienmäßigen Fahrzeuge nachträglich mit individuellen Karosserien ausstatten.

## TB 21

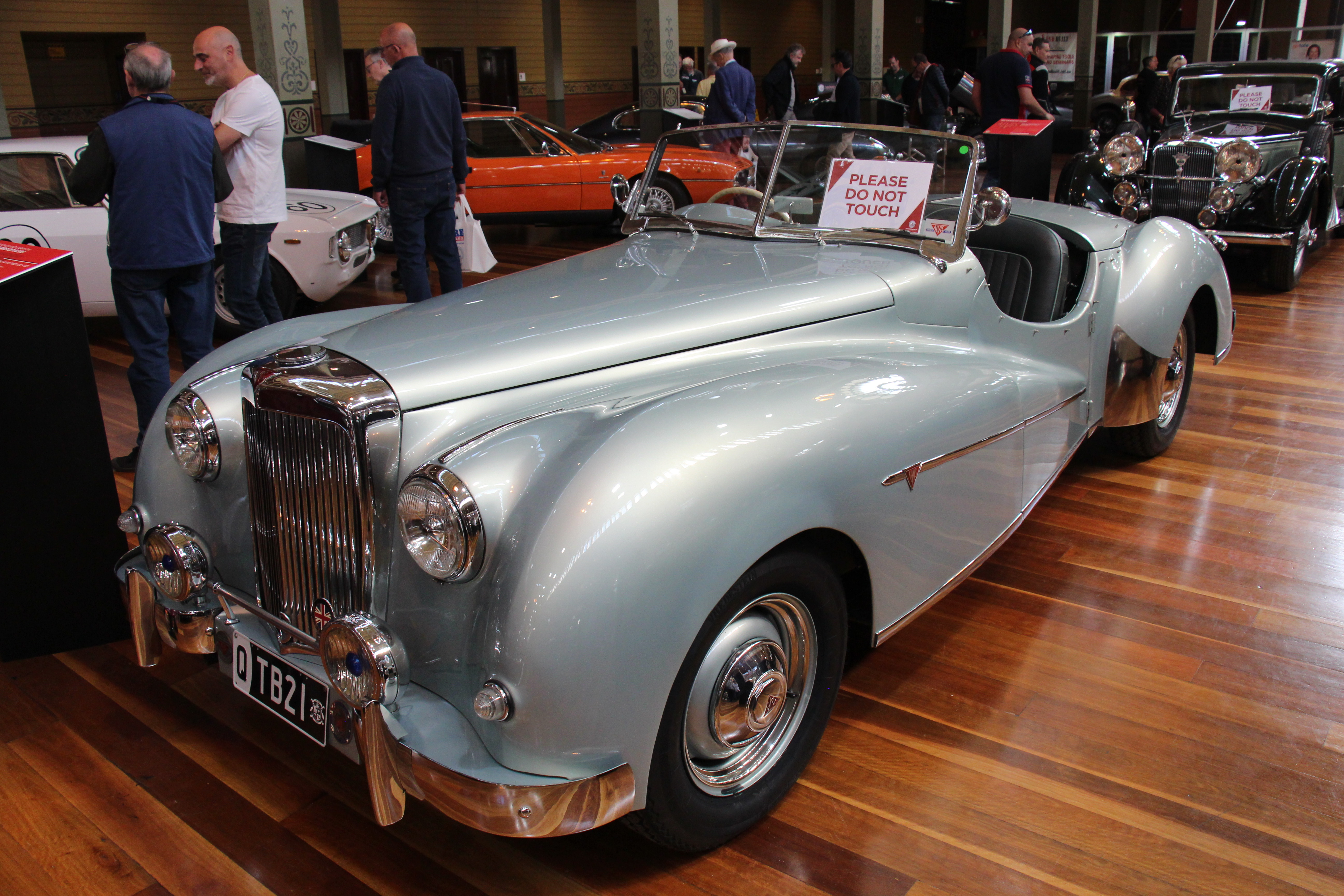
Alvis TB 21

Im Herbst 1950 wurde dem TA 21 als Schwestermodell der zweisitzige Roadster TB 21 zur Seite gestellt. Er ersetzte den TB 14. Seine bei AP Metalcraft in Coventry hergestellte Karosserie mit tief ausgeschnittenen, hinten angeschlagenen Türen entspricht weitgehend der des TB 14, ist aber geringfügig länger. Wesentliches äußeres Unterscheidungsmerkmal ist die Frontpartie: Anstelle der breiten, blasenförmigen Kühlerverkleidung des TB 14 hat der TB 21 eine herkömmliche, das übliche Alvis-Design aufgreifende Kühlermaske in senkrechter Ausrichtung. Der TB 21 verwendet den gleichen 3,0 Liter großen Reihensechszylindermotor wie der TA 21. Allerdings hat der Motor anstelle des Solex-Vergasers, der sich serienmäßig in allen TA-21-Modellen findet, einen SU-Vergaser, durch den die Leistung im Vergleich zum TA 21 um 10 auf 93 bhp steigt. Die Höchstgeschwindigkeit betrug 161 km/h (100 Meilen/Stunde). Anfänglich war der Bau von 100 Autos geplant; letztlich wurden allerdings nur 31 Fahrzeuge hergestellt.

## Produktion
Zum Produktionsumfang gibt es unterschiedliche Angaben. Einer Quelle zufolge entstanden in vier Jahren insgesamt 1316 Alvis TA 21, davon 300 als Drophead Coupés  mit Tickford-Aufbau. Eine andere Quelle beziffert die Gesamtproduktion mit 1500 Fahrzeugen, und zwar 1205 Saloons, 286 Drophead Coupés und neun Chassis, die an Graber gingen.